# Wspólnota administracyjna Bodanrück-Untersee
Wspólnota administracyjna Bodanrück-Untersee – wspólnota administracyjna (niem. Vereinbarte Verwaltungsgemeinschaft) w Niemczech, w kraju związkowym Badenia-Wirtembergia, w rejencji Fryburg, w regionie Hochrhein-Bodensee, w powiecie Konstancja. Siedziba wspólnoty znajduje się w Konstancji.
Wspólnota administracyjna zrzesza jedno miasto i dwie gminy wiejskie:
- Allensbach, 7 106 mieszkańców, 26,53 km²
- Konstancja, 84 693 mieszkańców, 55,65 km²
- Reichenau, 4 037 mieszkańców, 12,72 km²